# 蝮虫
蝮虫，又稱反鼻虫、蝮、蝮蛇、蝮虺，是中國古代傳說的一種動物，毒蛇，记载在《山海经·南山经》猨翼山、《南次二經》羽山、《南次三經》非山。
蝮虫的顏色像綬文，鼻上有針，大的蝮虫重達一百多斤。
在《爾雅·釋魚》有「蝮虺博三寸首大如擘」的記載。
屈原《離騷·大招》的招魂詞中，呼喚靈魂不要去炎火千里的南方，說那裡有蝮蛇等可怕的生物。